# Edificio Críspulo Moro
El Edificio Críspulo Moro es un inmueble de la ciudad española de Madrid, situado entre las calles de Alfonso XII y Velasco, muy cercano al Real Jardín Botánico de Madrid y a la Puerta del Ángel Caído del Parque del Retiro. Fue planteado como edificio de viviendas por el arquitecto Críspulo Moro Cabeza, que da nombre a la construcción. Se trata de un edificio modernista con elementos neoárabes, que luce una esquina curva con un torreón coronado por una cúpula bulbosa. Dicha cúpula se derrumbó en mayo del 2020, provocando algunos daños materiales.